# Careful with That Axe, Eugene
«Careful with That Axe, Eugene» — композиція групи Pink Floyd, написана в 1968 році (з березня по травень), концертна версія якої згодом увійшла у альбом гурту Ummagumma.

## Студійна і концертна версія
Оригінальна студійна версія була записана вперше випущена 17 грудня 1968 на другій стороні п'ятого (в UK) синглу Point Me at the Sky. Головна композиція «Point Me at the Sky» з боку «А» не мала успіху, але «Careful with That Axe, Eugene» швидко стала хітом групи і часто виконувалася на концертах, зокрема, під час концертного туру The Man and The Journey 1969 року під назвою «Beset By Creatures of the Deep». Один з таких записів був виданий в тому ж році на альбомі Ummagumma.
Основу композиції складає монотонний органний програш (в «єгипетському» стилі, властивий Ріку Райту в той період), різко змінюється криками Уотерса і багаторазовими повтореннями назви пісні. Тривалість оригінальної версії становить 5:45. Згодом цей варіант композиції був включений до збірки Relics (1971), а також перевиданий на збірнику ранніх синглів групи (1992).
На студійному варіанті композиції була заснована частина хореографічної програми Roland Petit Ballet. Оскільки в програмі трупи «Балету Марселя» танцювала під живе виконання пісні групою, музикантам, схильним до імпровізації і затягування композицій на концертах, довелося виробити живу версію пісні стандартної довжини, яка б підходила для виступів з балетом. Щоб музиканти могли орієнтуватися в композиції, під час виступів на сцені поруч з піаніно був поміщений помічник, який стежив за ритмом і на кожну четверту долю мав піднімати картку з номером поточного такту. На такті 108 Роджер Вотерс видавав крик, а на такті 256 група повинна була закінчити грати, так як тут закінчувалася хореографічна постановка.

## Версії з кінофільмів
Один з ранніх варіантів композиції, що передували студійному запису, звучить у фільмі Пітера Сайкса The Committee (Комітет, 1968).
У грудні 1969 музиканти записали нову студійну версію для фільму Мікеланджело Антоніоні «Забріскі-пойнт». Композиція звучить у фіналі фільму, супроводжуючи кадри вибуху вілли, показаних в сповільненій зйомці. На обкладинці диска з саундтреком до фільму композиція позначена як «Come in Number 51, Your Time Is Up» (Заходь, номер 51, твій час минув).
У 1971 році пісня була виконана у фільмі-концерті Live at Pompeii.
У 1973 році виконання пісні було знято на відео для музичного фільму Superstars in Concert.